# Âme noire (court métrage)
Pour le film de 1962, voir Âme noire.
Âme noire est un film québécois de court métrage réalisé par Martine Chartrand, utilisant la technique de peinture sur verre et sorti en 2001.
Produit par l'Office national du film du Canada, Âme noire est une exploration de la culture noire, avec la musique africaine de Lilison T.S. Cordeiro, la voix de Ranee Lee entourée de chanteurs gospels et des compositions musicales du maître de jazz montréalais, Oliver Jones. Ce film, réalisé en peinture animée, a remporté l'Ours d'or du court métrage au Festival de Berlin 2001.

## Synopsis

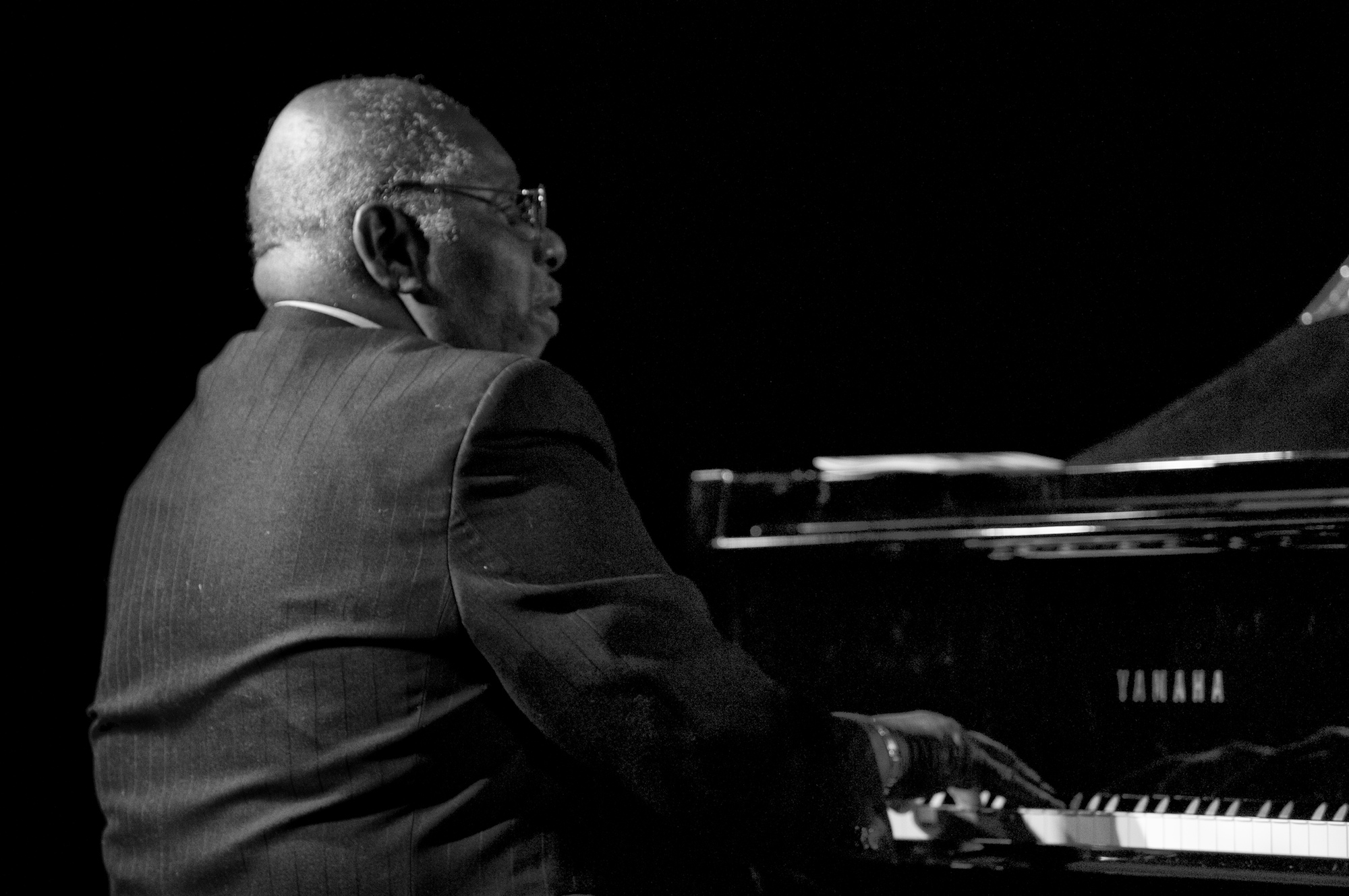
Oliver Jones, 2009

À Montréal, dans le quartier de Saint-Henri, par une journée d'hiver, une grand-mère réconforte son petit-fils en lui racontant l'histoire des peuples noirs, de la grandeur des rois d'Afrique à la lutte pour les droits civils, en passant par les années sombres de l'esclavage et l'éclosion du jazz.

## Fiche technique
- Réalisation : Martine Chartrand
- Montage : Fernand Bélanger
- Musique : Lilison T.S. Cordeiro, Oliver Jones
- Production : Pierre Hébert, Marcel Jean, Yves Leduc, Office national du film du Canada.

## Prix et récompenses
- 2001 : Ours d'or, catégorie court métrage, Berlinale[4]
- 2001 : Prix Chantal-Lapaire (Télé-Québec), Vues d’Afrique
- 2002 : Prix Jutra du meilleur film d'animation[5]
- 2017 : Sélectionné dans la liste Canada à l'écran (Canada on Screen), qui établit les 150 œuvres essentielles du cinéma canadien[6]